# Satellite Award des meilleurs décors
Le Satellite Award des meilleurs décors (Satellite Award for Best Art Direction and Production Design) est une distinction cinématographique américaine décernée depuis 1997 par The International Press Academy.

## Palmarès
Note : les gagnants sont indiqués en gras.

### Années 1990
- 1997 : Roméo + Juliette (William Shakespeare's Romeo + Juliet)
  - Le Patient anglais (The English Patient)
  - Evita
  - Hamlet
  - Portrait de femme (The Portrait of a Lady)

- 1998 : Titanic
  - Amistad
  - Bienvenue à Gattaca (Gattaca)
  - L.A. Confidential
  - Les Ailes de la colombe (The Wings of the Dove)

- 1999 : The Truman Show
  - Beloved
  - Elizabeth
  - Pleasantville
  - Shakespeare in Love

### Années 2000
- 2000 : Sleepy Hollow
  - Anna et le Roi (Anna and the King)
  - Un mari idéal (An Ideal Husband)
  - L'Empereur et l'Assassin (荊柯刺秦王)
  - La Légende du pianiste sur l'océan (La Leggenda del pianista sull'oceano)
  - Titus

- 2001 : Chez les heureux du monde (The House of Mirth)
  - Tigre et Dragon (臥虎藏龍)
  - Gladiator
  - Le Grinch (How the Grinch Stole Christmas!)
  - Traffic

- 2002 : Moulin Rouge (Moulin Rouge!)
  - Gosford Park
  - Harry Potter à l'école des sorciers (Harry Potter and the Philosopher's Stone)
  - Le Seigneur des anneaux : La Communauté de l'anneau (The Lord of the Rings: The Fellowship of the Ring)
  - Les Autres (The Others)

- 2003 : Gangs of New York
  - Arrête-moi si tu peux (Catch Me If You Can)
  - CQ
  - Frida
  - Les Sentiers de la perdition (Road to Perdition)

- 2004 : Le Seigneur des anneaux : Le Retour du roi (The Lord of the Rings: The Return of the King)
  - Kill Bill: Vol. 1
  - Le Dernier Samouraï (The Last Samurai)
  - Master and Commander : De l'autre côté du monde (Master and Commander: The Far Side of the World)
  - Pur Sang, la légende de Seabiscuit (Seabiscuit)
  - Paï (Whale Rider)

- 2005 (janvier) : De-Lovely
  - Aviator (The Aviator)
  - Le Secret des poignards volants (十面埋伏)
  - Le Fantôme de l'Opéra (The Phantom of the Opera)
  - Capitaine Sky et le Monde de demain (Sky Captain and the World of Tomorrow)
  - Vanity Fair : La Foire aux vanités (Vanity Fair)

- 2005 (décembre) : Good Night and Good Luck
  - Kingdom of Heaven
  - Mémoires d'une geisha (Memoirs of a Geisha)
  - Modigliani
  - Sin City
  - Star Wars, épisode III : La Revanche des Sith (Star Wars, Episode III: Revenge of the Sith)

- 2006 : Mémoires de nos pères (Flags of Our Fathers)
  - Dreamgirls
  - Le Labyrinthe de Pan (El Laberinto del fauno)
  - Marie-Antoinette
  - V pour Vendetta (V for Vendetta)

- 2007 : Elizabeth : L'Âge d'or (Elizabeth: The Golden Age)
  - Across the Universe
  - Amazing Grace
  - L'Assassinat de Jesse James par le lâche Robert Ford (The Assassination of Jesse James by the Coward Robert Ford)
  - Hairspray
  - Sunshine – Gary Freeman, Stephen Morahan, Denis Schnegg et Mark Tildesley

- 2008 : Australia
  - Brideshead Revisited
  - La Cité de l'ombre (City of Ember)
  - L'Étrange Histoire de Benjamin Button (The Curious Case of Benjamin Button)
  - The Duchess
  - Les Noces rebelles (Revolutionary Road)

- 2009 : A Single Man
  - L'Imaginarium du docteur Parnassus (The Imaginarium of Doctor Parnassus)
  - Public Enemies
  - La Route (The Road)
  - Les Trois Royaumes (赤壁)
  - 2012

### Années 2010
- 2010 : Inception
  - Alice au pays des merveilles (Alice in Wonderland)
  - Black Swan
  - Coco Chanel et Igor Stravinsky (Coco Chanel & Igor Stravinsky)
  - Amore (Io sono l'Amore)
  - Scott Pilgrim (Scott Pilgrim vs. the World)
  - Shutter Island

- 2011[1] : The Artist
  - Anonymous
  - Faust (Фа́уст)
  - Hugo Cabret (Hugo)
  - Mystères de Lisbonne (Mistérios de Lisboa)
  - De l'eau pour les éléphants (Water for Elephants)

- 2012[2] : Lincoln
  - Royal Affair (En kongelig affære)
  - Anna Karénine (Anna Karenina)
  - The Dark Knight Rises
  - The Master
  - Les Misérables

- 2014 : Gatsby le Magnifique (The Great Gatsby)
  - Dans l'ombre de Mary (Saving Mr. Banks)
  - The Invisible Woman
  - Le Majordome (The Butler)
  - Le Monde fantastique d'Oz (Oz: the Great and Powerful)
  - Rush

- 2015 : The Grand Budapest Hotel – Adam Stockhausen, Anna Pinnock et Stephan Gessler
  - Birdman – George DeTitta Jr., Kevin Thompson et Stephen H. Carter
  - Fury – Andrew Menzies et Peter Russell
  - Imitation Game (The Imitation Game) – Maria Djurkovic et Nick Dent
  - Maléfique (Maleficent) – Dylan Cole, Frank Walsh et Gary Freeman
  - Noé (Noah) – Debra Schutt et Mark Friedberg

- 2016 : Le Pont des espions (Bridge of Spies) – Adam Stockhausen
  - Cendrillon (Cinderella) – Dante Ferretti
  - Danish Girl – Eve Stewart
  - Macbeth – Fiona Crombie
  - Mad Max: Fury Road – Colin Gibson
  - Spectre – Dennis Gassner

- 2017 : La La Land – David Wasco
  - Alice de l'autre côté du miroir (Alice Through the Looking Glass) – Dan Hennah
  - Alliés (Allied) – Gary Freeman
  - Tu ne tueras point – Barry Robinson
  - Jackie – Jean Rabasse
  - Le Livre de la jungle – Christophe Glass

- 2018 : La Forme de l'eau (The Shape of Water)
  - Blade Runner 2049
  - Dunkerque (Dunkirk)
  - Downsizing
  - Get Out
  - Phantom Thread

- 2019 : Le Retour de Mary Poppins – John Myhre
  - Black Panther – Hannah Beachler
  - Les Animaux fantastiques : Les Crimes de Grindelwald (Fantastic Beasts: The Crimes of Grindelwald) – Stuart Craig
  - La Favorite (The Favourite) – Fiona Crombie
  - First Man : Le Premier Homme sur la Lune – Nathan Crowley
  - Roma – Eugenio Caballero

### Années 2020
- 2020 : Brooklyn Affairs – Michael Ahern et Beth Mickle
  - 1917 – Dennis Gassner and Lee Sandales
  - Le Mans 66 – François Audouy et Peter Lando
  - Joker – Laura Ballinger et Mark Friedberg
  - Once Upon a Time… in Hollywood – Nancy Haigh et Barbara Ling
  - Les Deux Papes – Saverio Sammali et Mark Tildesley

- 2021 : Mank – Donald Graham Burt, Chris Craine, Jan Pascale et Dan Webster
  - The Midnight Sky – Jim Bissell and John Bush
  - Mulan – Anne Kuljian et Grant Major
  - One Night in Miami – Page Buckner, Barry Robinson et Mark Zuelzke
  - The Personal History of David Copperfield – Cristina Casali et Charlotte Dirickx
  - The Prom – Jamie Walker McCall et Gene Serdena

- 2022 : Macbeth – Stefan Dechant
  - Belfast – Jim Clay et Claire Nia Richards
  - Dune – Richard Roberts, Zsuzsanna Sipos et Patrice Vermette
  - The French Dispatch – Rena DeAngelo et Adam Stockhausen
  - The Power of the Dog – Grant Major et Amber Richards
  - Spencer – Guy Hendrix Dyas et Yesim Zolan

- 2023 : Babylon – Florencia Martin et Anthony Carlino
  - Avatar: The Way of Water – Dylan Cole et Ben Procter
  - Elvis – Catherine Martin et Karen Murphy
  - The Fabelmans – Rick Carter
  - A Love Song – Juliana Barreto Barreto
  - RRR – Sabu Cyril

- 2024 : Barbie – Sarah Greenwood et Katie Spencer
  - Ferrari – Maria Djurkovic et Sophie Phillips
  - Killers of the Flower Moon – Jack Fisk et Adam Willis
  - Maestro – Kevin Thompson et Rena DeAngelo
  - Napoléon – Arthur Max
  - Oppenheimer – Ruth De Jong et Claire Kaufman

- 2025 : Gladiator 2 – Arthur Max, Jille Azis et Elli Griff
  - The Brutalist – Judy Becker, Patricia Cuccia et Mercédesz Nagyváradi
  - Conclave – Suzie Davies, Cynthia Sleiter
  - Dune, deuxième partie (Dune: Part Two) – Patrice Vermette, Shane Vieau
  - Nosferatu – Craig Lathrop, Beatrice Brentnerova
  - Wicked – Nathan Crowley, Lee Sandales